# Бодцин, Штефан
Штефан Бодцин (нем. Stephan Bodzin; р. 4 августа 1969, Бремен) — немецкий диджей, минимал-техно-композитор, основатель лейбла Herzblut. Продюсер множества успешных проектов, включая Marc Romboy, Thomas Schumacher, Elektrochemie, H-Man и создатель ремиксов для Binary Finary, Frankie Goes To Hollywood и Sinead O’Connor.

## Биография
Штефан Бодцин родился 4 августа 1969 года в Бремене. Он скоро стал увлекаться музыкой, в основном вдохновляемый своим отцом-музыкантом, в чьей студии было огромное количество разнообразных волшебных машин, таких как ARP2600, Memorymoog, Polysix и многих других (современные композиторы знакомы с ними исключительно в виде компьютерных программных синтезаторов). Неудивительно, что Штефан с детства был впечатлен идеями электронной музыки и основал несколько собственных проектов, где он играл на пианино и бас-гитаре. Но очень скоро он понял, что никто из его коллег по группе (да и он сам) не могут сыграть так же хорошо и точно, как легендарный Korg M1, он решил заменить всех «настоящих» музыкантов «виртуальными» машинами в студии. В 17 лет он купил свой первый компьютер Atari и история началась…
После переезда в город Бремен, где Штефан продолжил конструировать и улучшать свою студию, он связался с экспериментальной театральной сценой и начал выражать свои музыкальные видения в сочинении саундтреков для нескольких пьес (включая работы для авторитетного бременского театра Гёте и знаменитого австрийского театра «Танцующий Икар»).
Но при этом Бодцин никогда не терял любви к аналоговой и электронной музыке. Он сводит свои первые клубные треки, которые немедленно проходят проверку на танцполах из рук его брата Оливера, который в то время был хаус-диджеем. Примерно в то же время Штефан познакомился с членом музыкальной группировки Humate Оливером Хантеманном, и это стало началом крепкой дружбы. В последующие 10 лет они вдвоем продюсировали таких артистов, как Marc Romboy, Thomas Schumacher, Elektrochemie и H-Man и сделали огромное число ремиксов на музыкантов типа Binary Finary, Frankie Goes To Hollywood или Sinead O’Connor. Более того, Штефан создал два успешных соло-проекта Condor и Boca.
В декабре 2004, его друг и техно-музыкант Томас Шумахер попросил Штефана спродюсировать группу Elektrochemie — проект Шумахера и его девушки Кейтлин Девлин, и несколько лично его треков. Результат этих совместных работ, вышедший на лейблах Get Physical и Spiel-Zeug Schallplatten, подобно бомбе взорвал клубную сцену, во многом благодаря таланту Штефана.
В 2005 году мистер Бодцин сконцентрировался на собственной карьере. Его сольный сингл «Caligula / Marathon Man», вышедший на лейбле Systematic в декабре 2005 стал первым шагом на сцену, вызвавшим сильный интерес к артисту. Следующий шаг был не хуже — совместная работа с Марком Ромбоем, вылившаяся в их Luna EP, выпущенный на лейбле Systematic, и треки «House Ya» и «Jigsaw» с дебютного альбома Ромбоя "Gemini".
Список лейблов, с которыми в 2005 и 2006 годах поработал Штефан, выглядит как отчет «кто есть кто» на новейшей электронной сцене: Get Physical, Datapunk, International Deejay Gigolo, Systematic, Giant Wheel, Spiel-Zeug Schallplatten, Confused, Dance Electric и Great Stuff. В 2007 году Бодцин выпускает свой альбом Liebe ist...

## Дискография

### Stephan Bodzin
- Liebe ist... (2007 – Herzblut)
- Liebe ist... / Mondfahrt (2007 – Herzblut)
- Daytona Beach / Bedford (2007 - Spielzeug Schallplatten)
- Tron / Midnight Express (2006 - Systematic Recordings)
- Kerosene / Cucuma (2006 - Herzblut Recordings)
- Pendulum / Silhouette (2006 - Spielzeug Schallplatten)
- Valentine / Papillon (2006 - Herzblut Recordings)
- Caligula / Marathon Man (2005 - Systematic Recordings)

### Stephan Bodzin vs Marc Romboy (withMarc Romboy)
- Ariel / Mab (2007 - Herzblut)
- Callisto / Pandora (2007 - Systematic Recordings)
- Puck / Io (2006 - Herzblut)
- Telesto / Hydra (2006 - Systematic Recordings)
- The Alchemist (2006 - 2020 Vision UK)
- Atlas / Hyperion (2006 - Systematic Recordings)
- Ferdinand / Phobos (2006 - Systematic Recordings)
- Luna / Miranda (2005 - Systematic Recordings)

### Bodzin & Huntemann (withOliver Huntemann)
- Black EP (2006 Gigolo Records)
- Black Sun (2006 - Datapunk)

### Rekorder (withOliver Huntemann&Jan Langer)
- Rekorder 1 (2005 - Rekorder)
- Rekorder 2 (2005 - Rekorder)
- Rekorder 3 (2006 - Rekorder)
- Rekorder 4 (2006 - Rekorder)
- Rekorder 5 (2006 - Rekorder)
- Rekorder 6 (2006 - Rekorder)
- Rekorder 7 (2006 - Rekorder)
- Rekorder 8 (2007 - Rekorder)
- Rekorder 9 (2007 - Rekorder)
- Rekorder 10 (2007 - Rekorder)
- Rekorder 0 (2008 - Rekorder)

### Elektrochemie (withThomas Schumacher&Caitlin Devlin)
- Mucky Star / Calling You (2007 - Get Physical Music)
- Don`t go / You`re my kind (2006 - Get Physical Music)
- Pleasure Seeker EP (2005 - Get Physical Music)

### Thomas Schumacher (withThomas Schumacher)
- Is Not EP (2006 - Spielzeug Schallplatten)
- Home ALBUM (2006 - Spielzeug Schallplatten)
- Red Purple (2006 - Spielzeug Schallplatten)
- Kickschool 79 (2005 - Spielzeug Schallplatten)
- Bring it Back EP (2005 - Spielzeug Schallplatten)
- Heat it up (2005 - Spielzeug Schallplatten)
- Yara (2005 - Spielzeug Schallplatten)

### H-Man (withOliver Huntemann)
- 51 Poland Street (2006 - Giant Wheel)
- Turbo EP (2006 - Giant Wheel)
- Mimi (2005 - Giant Wheel)
- Spacer / Rock This Place (2005 Giant Wheel)
- Manga / Flip Flop (2004 - Giant Wheel)